# Stupno, Zdolbuniv
Stupno (în ucraineană Ступно) este o comună în raionul Zdolbuniv, regiunea Rivne, Ucraina, formată numai din satul de reședință.

## Demografie
Componența lingvistică a comunei Stupno
     Ucraineană (99,89%)
     Alte limbi (0,11%)
Conform recensământului din 2001, majoritatea populației comunei Stupno era vorbitoare de ucraineană (99,89%), existând în minoritate și vorbitori de alte limbi.